# José Villanueva
José Luis Villanueva (Binondo, 19 marzo 1913 – Quezon City, 11 novembre 1983) è stato un pugile filippino.
Anche il figlio Anthony Villanueva è stato un pugile, vicecampione olimpico alle Olimpiadi 1964 nei pesi piuma.

## Palmarès

### Olimpiadi
- Bronzo a Los Angeles 1932 nei pesi gallo.